# Maurycy Janowski
Maurycy Janowski (* 19. August 1919 in Polen; † 11. Juli 1973 in der DDR) war ein polnischer Schriftsteller, Drehbuchautor und Dramaturg, der vor allem in Ostdeutschland bekannt war.
Janowski schrieb anfänglich Liedtexte für Musicals, wie zum Beispiel zusammen mit Otto Schneidereit das Libretto zu der Operette In Frisco ist der Teufel los von Guido Masanetz, welches am 17. November 1956 im Berliner Metropol-Theater uraufgeführt wurde. Mit dem Librettisten Heinz Kufferath erarbeitete er unter dem gemeinsamen Pseudonym Jan Hall das Textbuch für die Lustspieloperette Der Instrukteur soll heiraten, für die ebenfalls Guido Masanetz die Musik schrieb. Seit 1961 war er als Dramaturg und Drehbuchautor im DEFA Studio für Spielfilme tätig, wo er für diverse Spielfilme, wie Der Mann, der nach der Oma kam (1971), verantwortlich war.

## Filmografie (Drehbuchautor)
- 1963: Der Dieb von San Marengo
- 1964: Geliebte weiße Maus
- 1965: … nichts als Sünde
- 1966: Reise ins Ehebett
- 1968: Heißer Sommer
- 1971: Der Mann, der nach der Oma kam
- 1974: Wie füttert man einen Esel